# Lhok Sentang
Lhok Sentang is een bestuurslaag in het regentschap Aceh Utara van de provincie Atjeh, Indonesië. Lhok Sentang telt 340 inwoners (volkstelling 2010).